# Rosalía González Rodríguez
Rosalía González Rodríguez (Salamanca, 1956) es una arqueóloga y directora de museo española.

## Trayectoria
En 1979 se licenció en Prehistoria y Arqueología por la Universidad Autónoma de Madrid. Ese mismo año, comenzó sus primeros trabajos en Almonte (Huelva) dentro del equipo que del Doctor Diego Ruiz Mata con el que participó en las primeras campañas de excavación en el yacimiento arqueológico de Doña Blanca.
En 1982 fue nombrada del Museo Arqueológico Municipal de Jerez de la Frontera. En el año 1982 accede a la plaza de arqueólogo municipal del Ayuntamiento de Jerez de la Frontera, ciudad donde ha desarrollado la práctica totalidad de su vida profesional como Directora del Museo Arqueológico y Jefa del Servicio Municipal de Arqueología. 
Dirigió el equipo responsable del proyecto museológico y museográfico del nuevo Museo arqueológico Municipal de Jerez que abrió de nuevo sus puertas al público en el año 1993, y tras una profunda reforma y ampliación se reinauguraró en el año 2012. 
Ha sido directora de más de una veintena de excavaciones arqueológicas y es autora o coautora de numerosas publicaciones de carácter científico o divulgativo. 
Es miembro de número del Centro de Estudios Históricos Jerezanos, pertenece al consejo de redacción de la revista “Historia de Jerez”, es miembro de la Asociación Profesional de Museólogos de España y es miembro de la Comisión Andaluza de Arqueología.

## Publicaciones
- "El comercio en Jerez de la Frontera durante la Baja Edad Media a través de los restos materiales: siglos XIV-XV" 750 aniversario de la incorporación de Jerez a la Corona de Castilla: 1264-2014 / coord. por Manuel Antonio Barea Rodríguez, Manuel Romero Bejarano; José Sánchez Herrero (dir.), Manuel González Jiménez (dir.), 2014, 9788487194702, págs. 625-645
- "Molinos de aceite del siglo XVIII en Jerez. Últimos testigos de una actividad económica olvidada en nuestra ciudad" Revista de historia de Jerez, 1575-7129, N.º 7, 2001, págs. 137-152
- "El Museo Arqueológico de Jerez de la Frontera" PH: Boletín del Instituto Andaluz del Patrimonio Histórico, 1136-1867, Año n.º 17, N.º 69, 2009, págs. 68-69
- "Prospección arqueológica superficial en el término municipal de Jerez de la Frontera, Cádiz. Campaña 1990" Anuario arqueológico de Andalucía 1990, Vol. 2, 1992, 84-87004-25-5, págs. 64-75